# 헬싱키-리히매키선

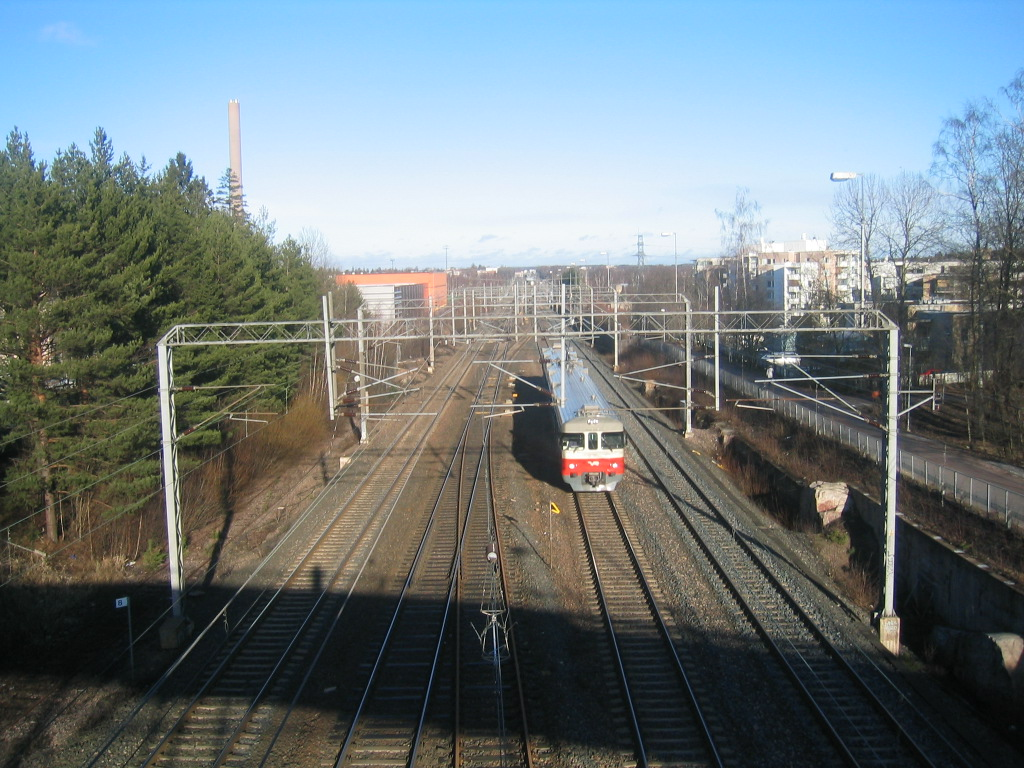

헬싱키-리히매키 선(핀란드어: Helsinki–Riihimäki-rata)은 핀란드의 철도 노선으로 헬싱키, 케라바, 휘빙캐, 리히매키를 지난다. 전 구간 전철화되어 있으며, 헬싱키-케라바 구간은 통근 열차를 위해서 복복선이 설치되어 있으며, 케라바 이북 구간은 복선이다. 총 영업 거리는 71.4km이다. 1862년 3월 17일 개통하였다.

## 같이 보기
- 핀란드의 철도 노선